# College van dijkgraaf en heemraden
Het college van dijkgraaf en heemraden is het dagelijks bestuur van een waterschap in Nederland. 
Het hoogste orgaan van een waterschap is het algemeen bestuur (bij sommige waterschappen in het westen van Nederland ook wel verenigde vergadering genoemd). Dit algemeen bestuur wordt eenmaal in de vier jaar door verkiezingen gekozen en kan worden vergeleken met de gemeenteraad. Het algemeen bestuur kiest uit eigen kring een aantal heemraden (vier, vijf of zes) om zitting te nemen in het dagelijks bestuur. Dit college van dijkgraaf en heemraden is te vergelijken met het college van burgemeester en wethouders bij een gemeente. De dijkgraaf is voorzitter van zowel het algemeen als het dagelijks bestuur en wordt door de Kroon benoemd voor een periode van zes jaar. 
De secretaris-directeur, die het hoofd is van de ambtelijke organisatie, staat het college van dijkgraaf en heemraden ambtelijk bij. De secretaris-directeur wordt door het college van dijkgraaf en heemraden benoemd.